# Brudalen
Brudalen là một làng nằm ở Na Uy.